# I'm So Blue
I'm So Blue è un brano del cantautore Michael Jackson uscito postumo nell'album commemorativo Bad 25 ed estratto come ultimo singolo. Interamente scritta dallo stesso Jackson venne registrata nelle sessioni tra il 1985 e il 1987 per l'album Bad, ma alla fine il cantante scelse di non inserirla nella tracklist definitiva dell'album. La canzone ha una musicalità jazz e blues che la caratterizza dalle canzoni inserite nell'album, le quali hanno uno stile più improntato al funk e al soul.